# Хед, Эдмунд Уокер
Эдмунд Уокер Хед (англ. Edmund Walker Head), 8-й баронет Хед (16 февраля 1805, Уайртон-Плейс, Англия — 28 января 1868, Лондон) — британский государственный деятель, филолог и искусствовед. Комиссар по исполнению Закона о бедных (1841—1847), лейтенант-губернатор Нью-Брансуика (1847—1854), генерал-губернатор провинции Канада (1854—1861), губернатор Компании Гудзонова залива (с 1863). Рыцарь-командор ордена Бани и член Тайного совета Великобритании с 1857 года. Фелло Мертон-колледжа (Оксфордский университет), член Лондонского королевского общества, автор ряда исследований европейской литературы и изобразительного искусства.

## Молодость и начало научной карьеры
Эдмунд Уокер Хед родился в 1805 году близ Мейдстона (Кент) в Уайртон-Плейс — поместье своего отца Джона Хеда, 7-го баронета Хеда. Отец Эдмунда проживал в Эссексе много лет, занимая пост ректора прихода Рейли в этом графстве. Дед Эдмунда в своё время эмигрировал из Англии в Южную Каролину, но после американской революции, в ходе которой выступал на стороне лоялистов, потерял свои владения в Америке и вернулся на родину.
Эдмунд Хед получил школьное образование в Винчестерском колледже. По его окончании он в 1823 году поступил в Ориель-колледж Оксфордского университета, четыре года спустя получив степень бакалавра по классической филологии, а в 1830 году — степень магистра. В этом же году он был принят в преподавательский коллектив Мертон-колледжа в Оксфорде как фелло и в дальнейшем преподавал там классические дисциплины и занимал ряд административных должностей. Ещё в годы учёбы Хед предпринял двухлетнюю поездку в Европу. После занятия преподавательской должности в Мертон-колледже он продолжил свои европейские изыскания, побывав в Испании, Италии и Германии. Начиная с 1833 он публиковался как филолог и искусствовед.

## На государственной службе
В 1836 году, ввиду финансовых трудностей семьи, Хед, не оставляя научную карьеру, одновременно поступил на гражданскую службу. Он получил пост помощника комиссара по исполнению Закона о бедных, получив в своё ведение западную Англию и часть Уэльса (с 1840 года переведен в Лондон). 4 января 1838 года, после смерти отца, он унаследовал титул баронета, а в ноябре того же года женился на Анне Марии Йорк (впоследствии от этого брака родились сын и две дочери), после этого оставив должность в Оксфорде в соответствии с уставом университета. В свете добросовестного выполнения Хедом его обязанностей секретарю внутренних дел лорду Норманби было рекомендовано повысить его в должности, но назначение Хеда одним из трёх национальных комиссаров по исполнению Закона о бедных состоялось только в 1841 году при преемнике Норманби, Джеймсе Грейаме. Одновременно с исполнением обязанностей комиссара Хед продолжал публиковаться как учёный, в 1846 году издав первый том своего трёхтомника о школах европейской живописи (последний том был издан в 1854 году). Выпустив в своём переводе учебник Куглера о германской, голландской, испанской и французской школах живописи, Хед остался недоволен качеством материала и в 1848 году издал уже за собственным авторством новый учебник, посвящённый этой же теме.
Когда в 1847 году истекло действие Закона о бедных и Хед потерял чиновничье жалованье в размере 2000 фунтов в год, ему в качестве компенсации был предложен пост лейтенант-губернатора Нью-Брансуика, обеспечивающий оклад в полтора раза выше. Он вступил в новую должность в апреле 1848 года. На посту лейтенант-губернатора Хед способствовал учреждению в Нью-Брансуике ответственного правительства, предусматривавшего ответственность министерств перед демократически избранным законодательным собранием; он начал передачу полномочий первому ответственному правительству Нью-Брансуика уже в мае 1848 года, однако и в начале 1850-х годов периодически был вынужден брать власть в свои руки из-за глубинных противоречий в парламенте Нью-Брансуика. Благодаря его усилиям началось развитие образования в колонии, до того пребывавшего в упадке (к 1850 году в Королевском колледже Фредриктона было больше преподавателей, чем студентов). Хед также всемерно содействовал налаживанию более тесных экономических связей с соседней колонией Новая Шотландия. При этом он неоднократно выступал против идей о том, что развитие демократических институтов и укрепление связей между колониями (вплоть до образования федерации «от моря до моря», включающей провинцию Канада) непременно должно закончиться их независимостью от метрополии.

## Генерал-губернатор Канады
Уже в 1851 году государственный секретарь по военным делам и колониям лорд Грей назвал назначение Хеда самым удачным своим ходом с момента вступления в должность. После того, как Хед, ссылаясь на слабое здоровье жены, отказался от предложенного ему назначения на пост губернатора Британской Гвианы, ему по рекомендации лорда Элгина была предложена должность генерал-губернатора провинции Канада. Назначение состоялось в сентябре 1854 года, вступление в должность — в декабре того же года.
На новом месте Хед продолжал поощрять самостоятельность местных органов власти, редко появляясь на заседаниях Исполнительного совета — аналога кабинета министров. Однако в этот период в провинции, объединённой только в 1840 году, нарастали центробежные устремления и её устройство как двуединого образования находилось под угрозой. В этих условиях Хеду в 1856 году пришлось предпринять усилия по формированию правительства Таше и Макдональда, опирающегося на большинство как в Верхней, так и в Нижней Канаде. По времени это совпало с формированием в Канаде полноценных парламентских партий на месте разрозненных фракций. Хед продолжал также последовательно отстаивать идею федерации североамериканских провинций, к которой в конце 1850-х годов в министерстве по делам колоний относились холодно. Совместно с представителями Компании Гудзонова залива он подготовил в 1856—1857 годах меморандум о перспективах передачи контролируемых компанией земель к западу от Великих озёр под колонизацию. Этот меморандум во многом сформировал рекомендации специально назначенной Лондоном комиссии по Компании Гудзонова залива. Хед, прибывший в Лондон в 1857 году для участия в работе комиссии, в ходе этого визита был произведён в рыцари-командоры ордена Бани и включён в состав Тайного совета Великобритании.
Как генерал-губернатор Канады Хед также представил британскому правительству рекомендации по поводу выбора столицы провинции, а в перспективе — столицы пропагандируемой им федерации. На роль столицы претендовали пять городов — Квебек, Кингстон, Монреаль, Оттава и Торонто. Хотя публично Хед заявлял, что выбор из этих кандидатур полностью находится в юрисдикции королевы, в секретном меморандуме он однозначно выступил за кандидатуру Оттавы, как «наименьшего из зол». Именно Оттаву королева утвердила в качестве столицы; это решение было принято в конце 1857 года, когда Хед ещё находился в Англии. В подчинённой ему провинции этот выбор вызвал политический кризис: законодательному собранию понадобилось 14 голосований, чтобы ратифицировать решение королевы, а правительство Джона А. Макдональда подало в отставку. За этим последовала так называемая «двойная перетасовка»: Хед предложил пост премьер-министра реформисту Джорджу Брауну, но предупредил, что не поддержит новых парламентских выборов, поскольку предыдущие состоялись только в прошлом году и не было никакой уверенности, что сторонники Брауна соберут на новых большинство голосов. В результате, когда правительству Брауна и Дориона был через короткое время вынесен вотум недоверия, Хед не дал согласия на досрочные выборы, тем самым обеспечив себе враждебное отношение контролируемой Брауном газеты Globe до самого конца пребывания на посту генерал-губернатора. Новый кабинет сформировали консерваторы Картье и Макдональд.
В последние годы пребывания в должности генерал-губернатора Канады Хед занимался налаживанием экономических и дипломатических связей с Соединёнными Штатами. В виду недвусмысленной угрозы начала гражданской войны в США он также изыскивал пути усиления обороноспособности вверенной ему провинции. Когда в 1861 году, в последний год его пребывания в должности, война началась, он приложил значительные усилия для обеспечения полного нейтралитета Канады, препятствуя попыткам мобилизации добровольцев в армию Севера или поставок оружия воюющим сторонам.

## Последние годы жизни
Хед передал полномочия генерал-губернатора в сентябре 1861 года виконту Монку после того, как несколько британских политиков отвергли это назначение. По возвращении в метрополию он предпринял попытку избраться в Палату общин от Йоркшира, не увенчавшуюся успехом. В апреле 1862 года он был назначен на неоплачиваемый пост комиссара гражданских служб, а в июле 1863 года избран губернатором Компании Гудзонова залива. Обе эти должности он продолжал занимать до самой смерти. В качестве главы Компании Гудзонова залива он вёл с британским правительством переговоры о передаче контролируемых ею территорий на правах коронной колонии, но к 1868 году эти переговоры не были завершены.
По окончании его работы в колониях Оксфордский и Кембриджский университет присвоили Хеду почётные учёные степени; он также был избран членом Лондонского королевского общества, а также секретарём и казначеем литературного клуба «Атенеум». В Лондоне Хед продолжал свою научную работу. В 1864 году его усилиями были изданы «Очерки о правительствах Великобритании» его друга, филолога и историка Дж. К. Льюиса, а в 1866 году его собственный перевод исландских саг. Ещё одна его книга, сборник баллад и поэм, ранее публиковавшихся в прессе, увидела свет в 1868 году, уже после смерти автора.
Эдмунд Уокер Хед скоропостижно скончался в Лондоне в январе 1868 года от инфаркта. Поскольку его единственный сын умер в 1859 году (утонув во время пребывания семьи в Канаде), род баронетов Хед на этом прервался.